# Sampat Pal Devi
Sampat Pal Devi (* 1961) ist eine Frauenrechtlerin aus Indien und Gründerin der Selbsthilfeorganisation Gulabi Gang.

## Leben
Sampat Pal Devi stammt aus der Region Bundelkhand im nordindischen Bundesstaat Uttar Pradesh und erlangte überregionale Bekanntheit, als sie 2006 zusammen mit anderen Frauen einen indischen Polizisten verprügelte, der einen Bauern einer unteren Kaste ohne Anklage für zwei Wochen im Gefängnis einsperrte. „Mein Vater war ein armer Viehzüchter der untersten Kaste. Anders als meine Brüder durfte ich nie zur Schule gehen. Er hatte auch kaum Geld für eine Mitgift,“, erzählte sie in einem Interview, und: „Ich halte nichts vom Kastensystem. Ich glaube an Menschlichkeit und Gleichheit.“
Als Zwölfjährige wurde sie mit einem 13 Jahre älteren Eisverkäufer zwangsverheiratet; zu ihrem Glück ein netter Ehemann, der sie sogar noch unterstützte, als sie mit ihrer Gulabi-Gang alle gängigen Normen herausforderte und Recht und Gesetz selbst in die Hand nahm. Im Alter von 16 Jahren stellte sie einen Nachbarn zur Rede, der seine Ehefrau regelmäßig verprügelte. Nachdem Devi von ihm deswegen bedroht worden war, verprügelte sie ihn zusammen mit einigen Nachbarinnen und verlangte von ihm eine öffentliche Entschuldigung, die sie auch erhielt. Ihr erstes Kind gebar Devi mit 15 Jahren; mit ihrem Ehemann hatte Devi bereits im Alter von 20 Jahren fünf Kinder. In den 1980er-Jahren kam sie mit dem Sozialaktivisten Jai Prakash Shivharey in Kontakt, der Sampat Pal anspornte sich für ihre Rechte als Frau einzusetzen.
2008 wurde sie nach Frankreich eingeladen, um über ihre Erfahrungen Vorträge zu halten, und nahm ein Jahr später an einem durch feministische Organisationen in Frankreich organisierten Programm teil. Sampat Pal Devi wohnt in dem kleinen Dorf Attara im Distrikt Banda in Uttar Pradesh. Nein, kommentiert Devi ihre Aktionen, sie hasse Männer nicht. Aber sie habe dem Unrecht nicht mehr tatenlos zusehen wollen. „Keiner kommt uns hier zu Hilfe.“ Die Opfer von Gewalt, Übergriffen, Missbrauch und Verbrechen, insbesondere die Armen und Angehörigen unterer Kasten, haben keine Fürsprecher – und ganz unten stehen die Frauen, die einem mittelalterlichen Ehrenkodex unterworfen sind. „In Indien ist es ein Fluch, auf der untersten Stufe der sozialen Leiter zu stehen, aber mindestens genauso schwierig ist es, eine Frau zu sein.“

## Gulabi Gang
Prägend für die von ihr initiierte Frauenrechtsorganisation Gulabi Gang sind pinkfarbene Saris und sogenannte Lathis, mit Eisen beschlagene Bambusstöcke, die üblicherweise von Angehörigen der indischen Polizei eingesetzt werden. Bekannt wurden die Aktivistinnen unter anderem für ihr Vorgehen gegen Ordnungshüter, die sich weigern, Vergewaltigungen und sexuellen Missbrauch zu untersuchen, oder Männer, die Frauen missbraucht haben, mit ihren Lathis zu verprügeln.

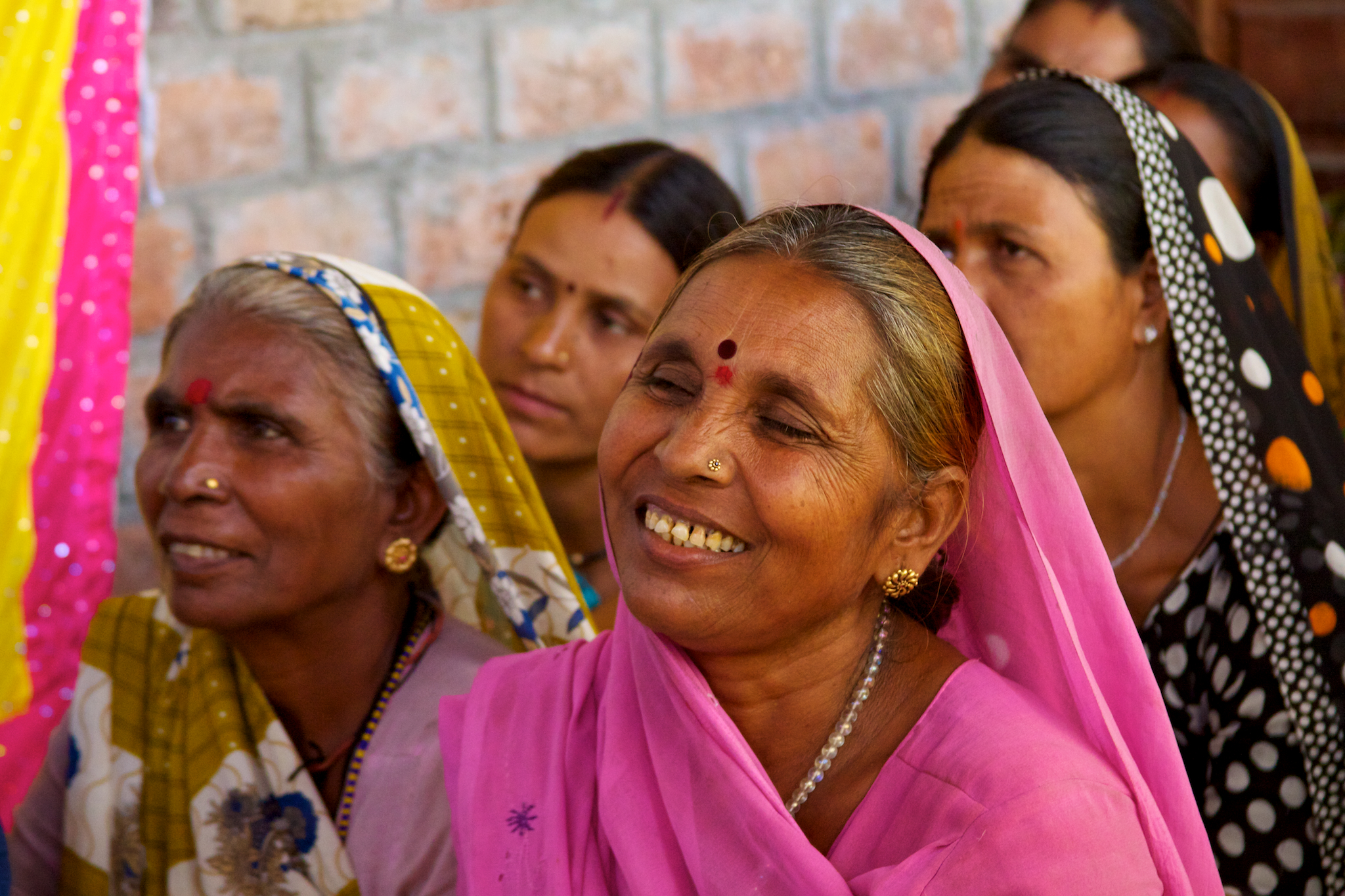
Aktivistinnen der Gulabi Gang in Uttar Pradesh (Oktober 2010)

„Wir sind nicht gewalttätig und setzen unsere Stöcke erst dann ein, wenn unsere Selbstachtung mit Füßen getreten wird. Dann bekommen die Gesetzeshüter eine Kostprobe von der Wut der Frauen“, erläutert Sampat Pal Devi ihr Vorgehen.
Innerhalb der Gulabi Gang kam es zu Vorwürfen, weil Sampat Pal Devi die Kongresspartei unterstützt und Details über erhaltene Spenden gegenüber der Gulabi Gang nicht angegeben beziehungsweise diese nicht versteuert haben soll. Auf einer Wahlliste der Kongresspartei für die Lok Sabha eingetragen, soll Sampat Pal Devi im Wahlkreis Manikpur in Uttar Pradesh nicht gewählt worden sein. Da eine Mitgliedschaft bei einer politischen Partei sich nicht mit ihrer Rolle als Führerin der Gulabi Gang vereinbaren lasse, soll gemäß bislang seitens der Gulabi Gang nicht bestätigten Meldungen, Sampat Dal Devi seit März 2014 nicht mehr die Gulabi Gang präsidieren, nachdem sich die Frauenbewegung in zwei unterschiedliche Fraktionen aufgeteilt habe.

## Rezeption
Sampat Pal Devi und die Gulabi Gang wurden filmisch in Pink Saris (2010) von Kim Longinotto und in der Dokumentation Gulabi Gang (2012) von Nishtha Jain begleitet.